# バート・リップシュプリンゲ
バート・リップシュプリンゲ (ドイツ語: Bad Lippspringe、ドイツ語発音: [baːt lɪpˈʃprɪŋə] ( 音声ファイル)) は、ドイツ連邦共和国ノルトライン＝ヴェストファーレン州北東部にあたるデトモルト行政管区のパーダーボルン郡に属す市である。人口約 16,000人のこの街は、郡庁所在地で大都市のパーダーボルンの北約 8 km に位置している。地名の由来でもあるリッペ川の水源沿いに形成されたリップシュプリンゲは 780年に初めて文献に記録されている。2017年に本市はノルトライン＝ヴェストファーレン州ガーデンショーの開催地となる予定である。

## 地理

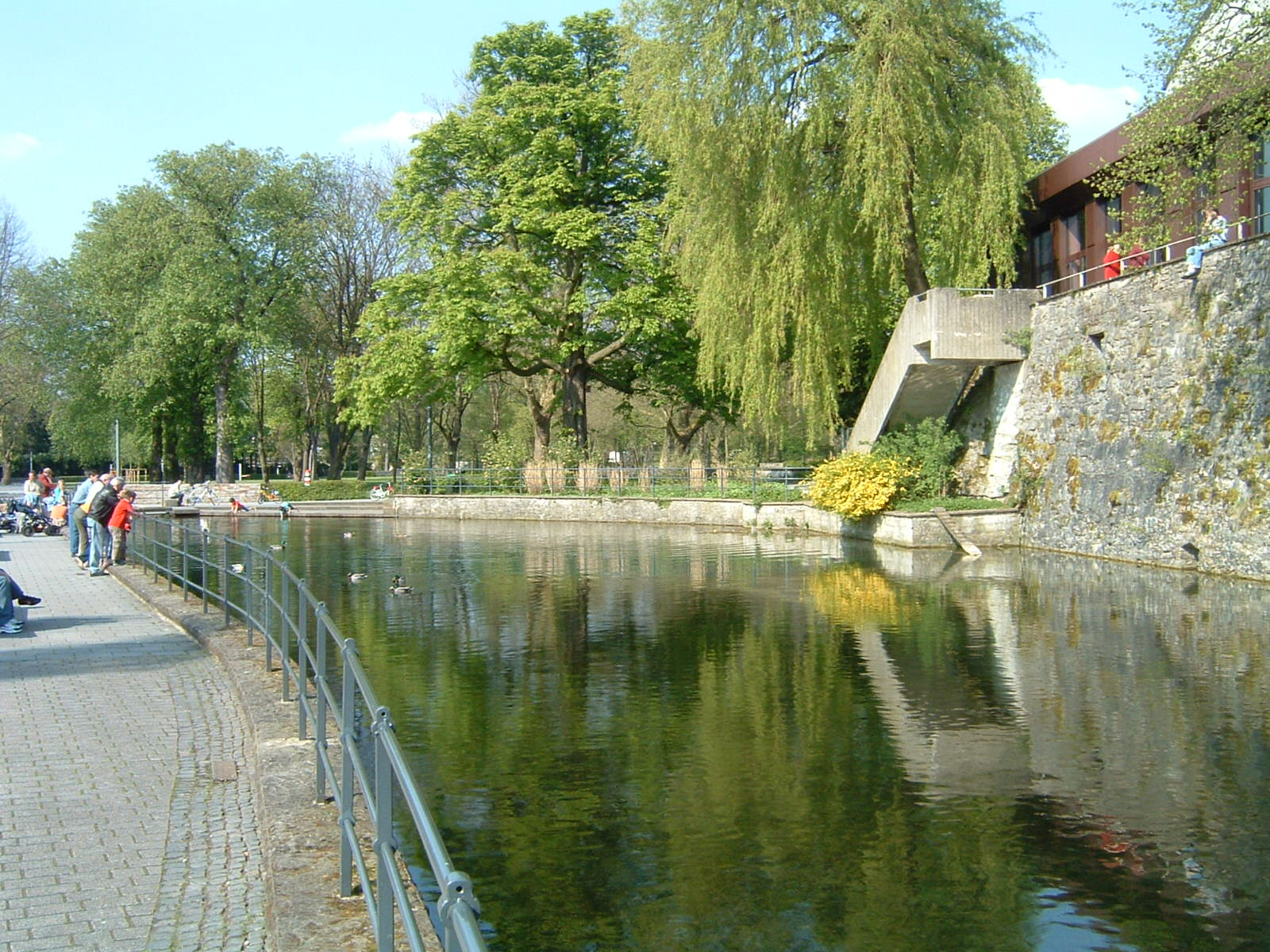
リッペ川の水源。画面右手はリップシュプリンゲ城。

### 位置
バート・リップシュプリンゲは、トイトブルクの森/エッゲ山地自然公園のトイトブルクの森の辺縁部に位置しており、湯治場であり、健康によい気候に恵まれた保養地 (heilklimatischer Kurort) となっている。バート・リップシュプリンゲには、リッペ川とヨルダン川（トゥーネバッハ川上流部の名称）のカルスト水源がある。後者は、市内でリッペ川に合流する。この他に、一般に公開されている源泉が4つある（マルティヌス源泉、アルテ・アルミニウス源泉、ノイエ・アルミニウス源泉、リボーリウス源泉）。バート・リップシュプリンゲ北に広がる自然保護地域とゼンネ軍事演習場の大部分が市域に含まれている。
市域の最低地点は 140 m、最高地点は 334 m である。

### 地質学
バート・リップシュプリンゲの表層に近い地盤は主に、テクトニクスによりほとんど乱されていない白亜紀後期の泥灰岩・石灰岩で形成されている。この地盤はミュンスターレンダー盆地内部に向かって下って行くが、その東端に市域が位置ある。勾配が大きくなるにつれ、「エムシャー泥灰岩」と呼ばれる新しい時代の粘土が混ざった泥灰岩で覆われるようになる。これらはデボン紀や石炭紀の褶曲した地層の上に見られる。
ゼンネ軍事演習場に属す北西部の平地には、主に氷河期の砂混じりの脆い岩の層が見られる。この層は、リッペ川、ベーケ川、シュトローテ川の堆積物やモレーン、雪解け水が運んだ砂などで形成されている。

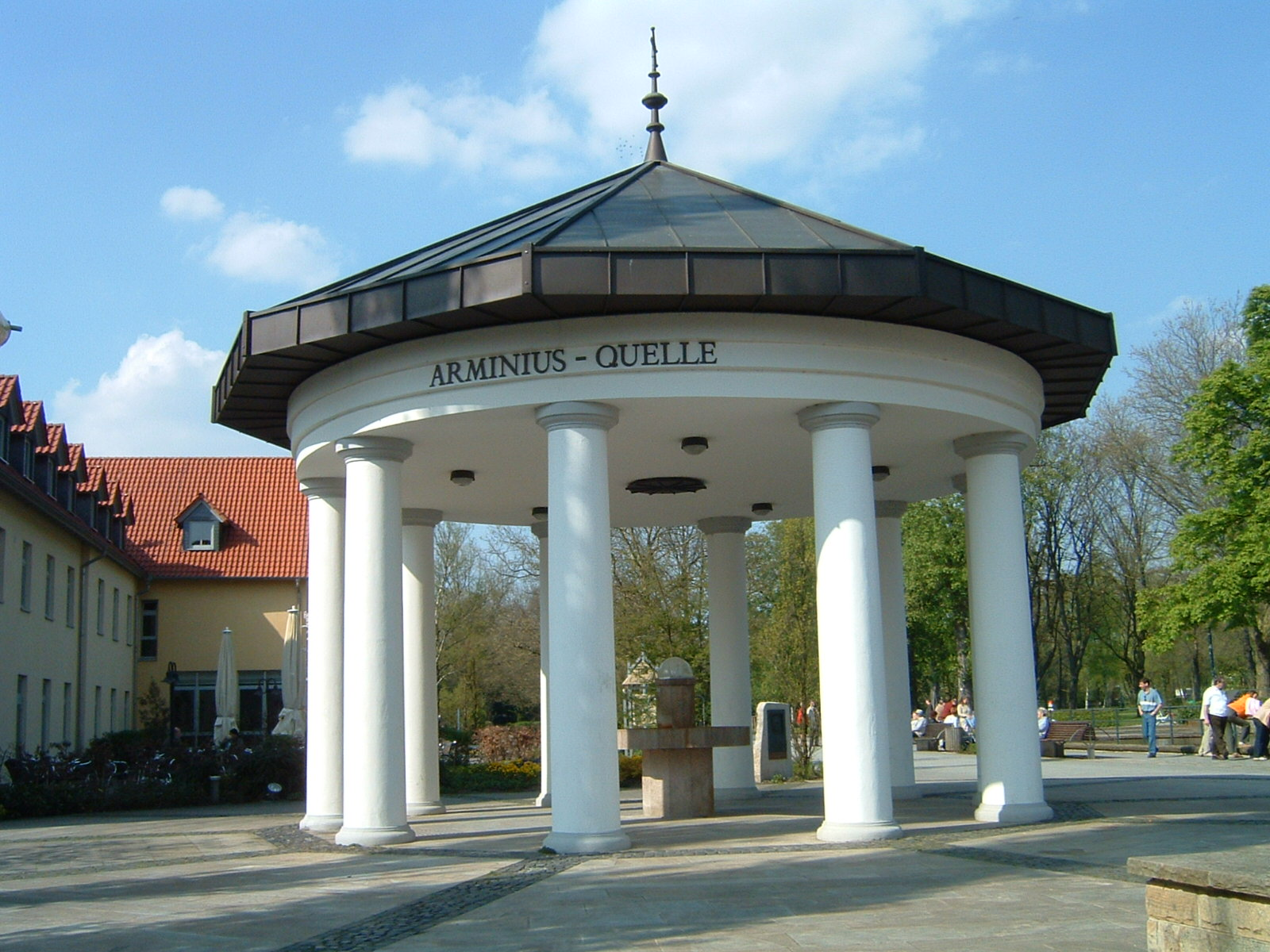
アルミニウス源泉

市域内の地下水の構造は多様である。個別に利用されている最上層の帯水層は氷期の雪解け水による砂や、リッペ川およびシュトローテ川が運んだ砂と礫で形成されている。その下の層は、流動性の高いカルスト地下水である。南東から流れ込んだカルスト地下水はリッペ川、ヨルダン源泉、バイシュプリング源泉、トゥルネ源泉として再び地上に現れる。しかしこの水は、地表水の混入や、地下での流速が速いことから汚染されている可能性が高い。このため、市の水道局は1978年まではカルスト水をマルクト広場の飲料水として取水していたが、その後衛生上の問題からパーダーボルンの上水道と接続した。
最も深い帯水層は、白亜紀前期の泥灰岩および砂岩で形成されており、硫酸ミネラル塩を多く含んだ水である。この水は多くの源泉（アルミニウス源泉、リボーリウス源泉、マルティヌス源泉。マルティヌス源泉は 27.8 ℃で、バート・リップシュプリンゲの鉱泉中最も温度が高い）となって湧出する。1832年から、約 20 ℃にまで冷まされたアルミニウス源泉の水が薬水として温泉療法による治療に用いられていた。

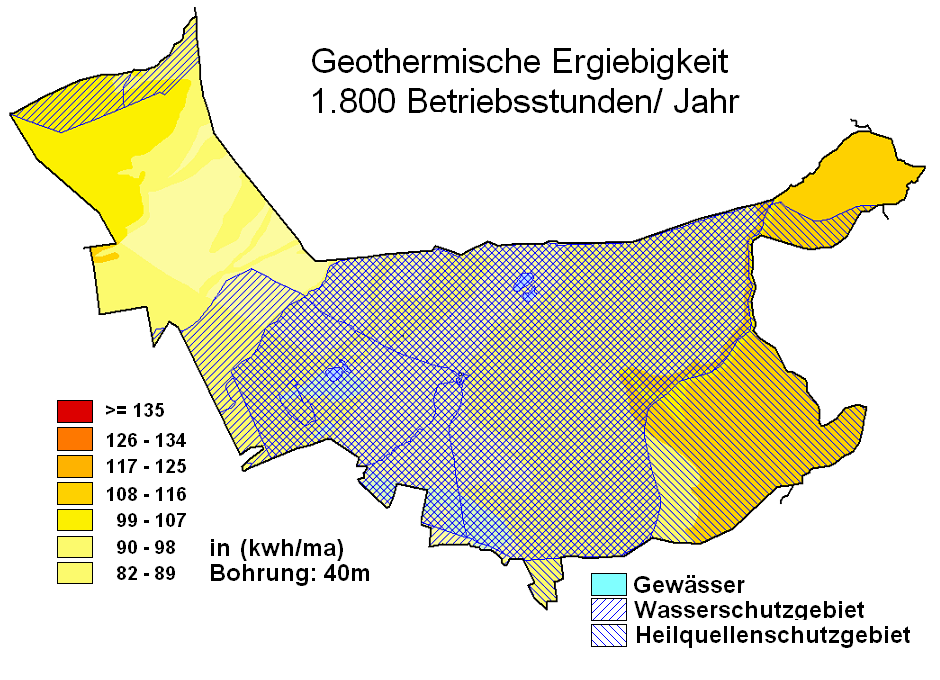
バート・リップシュプリンゲの地熱分布図

市内の第四紀の砂や点在する礫は建設資材として用いられており、壁石として用いられる人工石（カルクザントシュタイン）の製造にも用いられている。同じく第四紀に形成された粘土やシルトは、かつてレンガの原料として用いられていた。
西部の平地には酸性で栄養分に乏しいポドゾルが広がっている。この地盤は一部沼鉄鉱を含んでいる。谷では、自然の緑地となっている褐色岩が主である。スタグノゾルはモレーン上で氷成粘土を形成している。市域の東部、エッゲ山地やパーダーボルナー高地では、白亜紀後期の泥灰岩・石灰岩が風化されている。中世の開墾の結果、かつて広く分布していた谷の黄土は剥ぎ取られ、崩積土を形成している。
バート・リップシュプリンゲは住宅地域に限定して、地熱ゾンデやヒートポンプによる地熱源が利用されている。散発的な採取には適していない（右図参照）。

### 市域の広がりと土地利用
「グローセ・ラントゲマインデ」（直訳すると「大きな田舎の街」）に分類されるこの街の面積は 51.01 km2 である。その約 72.4 % を森林および農業用地が占めており、住宅地および交通用地は約 15.8 % である。市域のかなりの部分（約 10.7 %）を荒れ地が占めている。南北の最大幅は約 10.6 km、東西のそれは約 14.2 km である。
| 土地利用別面積 | 農業用地 | 森林   | 住宅地、空き地、 産業用地 | 交通用地 | 水域  | スポーツ用地 緑地 | その他の用途 |
| -------------- | -------- | ------ | ------------------------- | -------- | ----- | ----------------- | ------------ |
| 面積 (km2)     | 17.21    | 19.74  | 3.73                      | 2.88     | 0.53  | 1.42              | 5.49         |
| 占有率         | 33.7 %   | 38.7 % | 7.3 %                     | 5.7 %    | 1.0 % | 2.8 %             | 10.8 %       |

### 隣接する市町村
バート・リップシュプリンゲは、北はシュランゲン（リッペ郡）、東はアルテンベーケン、南は郡庁所在地のパーダーボルン、西はヘーフェルホーフ（以上3市町村はパーダーボルン郡）と境を接している。

### 市の構成
条例も住民たちもバート・リップシュプリンゲを市区や地区に分けることはしていない。

### 気候
バート・リップシュプリンゲは中央ヨーロッパの穏やかな気候域に属しており、亜大西洋性海洋気候域に位置している。冬は大西洋の影響でおおむね穏やかで、夏はかなり暑い。年間平均気温は約 8.5 - 9 ℃である。
亜大西洋性海洋気候域に位置することで、一年を通して湿潤な気候であり、比較的均等に降水がある。シーダー測候所における年間降水量の長期平均値は 867 mm である。
| バート・リップシュプリンゲ（1961年から1990年）の気候 | バート・リップシュプリンゲ（1961年から1990年）の気候 | バート・リップシュプリンゲ（1961年から1990年）の気候 | バート・リップシュプリンゲ（1961年から1990年）の気候 | バート・リップシュプリンゲ（1961年から1990年）の気候 | バート・リップシュプリンゲ（1961年から1990年）の気候 | バート・リップシュプリンゲ（1961年から1990年）の気候 | バート・リップシュプリンゲ（1961年から1990年）の気候 | バート・リップシュプリンゲ（1961年から1990年）の気候 | バート・リップシュプリンゲ（1961年から1990年）の気候 | バート・リップシュプリンゲ（1961年から1990年）の気候 | バート・リップシュプリンゲ（1961年から1990年）の気候 | バート・リップシュプリンゲ（1961年から1990年）の気候 | バート・リップシュプリンゲ（1961年から1990年）の気候 |
| 月                                                   | 1月                                                  | 2月                                                  | 3月                                                  | 4月                                                  | 5月                                                  | 6月                                                  | 7月                                                  | 8月                                                  | 9月                                                  | 10月                                                 | 11月                                                 | 12月                                                 | 年                                                   |
| ---------------------------------------------------- | ---------------------------------------------------- | ---------------------------------------------------- | ---------------------------------------------------- | ---------------------------------------------------- | ---------------------------------------------------- | ---------------------------------------------------- | ---------------------------------------------------- | ---------------------------------------------------- | ---------------------------------------------------- | ---------------------------------------------------- | ---------------------------------------------------- | ---------------------------------------------------- | ---------------------------------------------------- |
| 日平均気温 °C （°F）                                 | 0.9 (33.6)                                           | 1.6 (34.9)                                           | 4.3 (39.7)                                           | 7.9 (46.2)                                           | 12.4 (54.3)                                          | 15.3 (59.5)                                          | 16.8 (62.2)                                          | 16.8 (62.2)                                          | 12.8 (55)                                            | 10.1 (50.2)                                          | 5.2 (41.4)                                           | 2.3 (36.1)                                           | 8.9 (48)                                             |
| 降水量 mm （inch）                                   | 79.6 (3.134)                                         | 55.4 (2.181)                                         | 70.5 (2.776)                                         | 66.6 (2.622)                                         | 78.2 (3.079)                                         | 89.7 (3.531)                                         | 88.6 (3.488)                                         | 82.9 (3.264)                                         | 70.4 (2.772)                                         | 59.5 (2.343)                                         | 79.4 (3.126)                                         | 92.8 (3.654)                                         | 913.6 (35.969)                                       |
| 平均月間日照時間                                     | 43.7                                                 | 73.3                                                 | 103.4                                                | 147.6                                                | 195.2                                                | 187.0                                                | 183.2                                                | 183.8                                                | 130.4                                                | 108.0                                                | 51.9                                                 | 38.3                                                 | 1,445.8                                              |
| 出典：Deutscher Wetterdienst                         |                                                      |                                                      |                                                      |                                                      |                                                      |                                                      |                                                      |                                                      |                                                      |                                                      |                                                      |                                                      |                                                      |

## 歴史

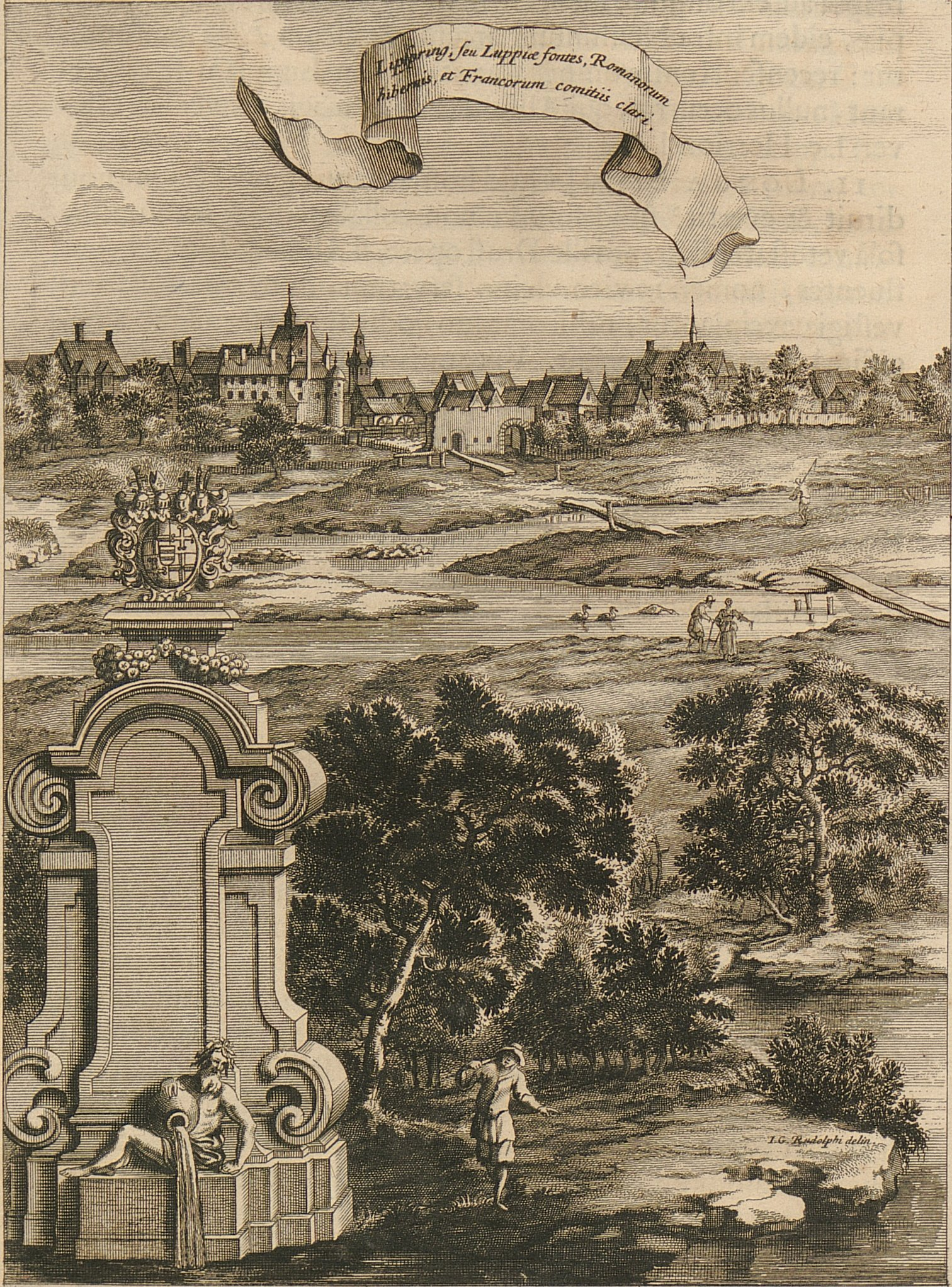
1672年のバート・リップシュプリンゲ

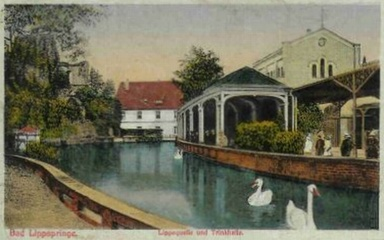
1910年のリッペ水源を描いた絵はがき

バート・リップシュプリンゲは、元々はザクセン公領内にパーダーボルン司教の世俗支配下で建設された。14世紀から神聖ローマ帝国内にパーダーボルン司教領（領邦）が形成され、16世紀からこの領邦はニーラーライン=ヴェストファーレン帝国クライスに属した。1802/03年にプロイセン王国が支配権を得た。ナポレオン時代には、この街はヴェストファーレン王国領となった。バート・リップシュプリンゲは1815年以降プロイセン王国に属した。1945年から1949年まではイギリス管理地域の一部であり、1946年からノルトライン＝ヴェストファーレン州となった。
この街は、780年に初めて文献に記録された。カール大帝はこの街を「Lippiogyspringiae」という名で呼んでおり、ザクセン＝フランケン戦争（772年から804年まで）の間、776年、780年、782年の3回この街で王国会議を開催した。782年の会議では、フランク王国の伯による支配体制がザクセンの土地に導入された。
1235年に「フォン・リップシュプリンゲ家」が初めて文献に記録された。パーダーボルンの聖堂参事会は1312年に、リッペ川の水源付近にリップシュプリンゲ城を建設した。周辺地域から農民や手工業者が城の周囲に定住した。次第に防衛施設を拡充したこの集落を、聖堂参事会は1445年に「Stadt」（都市）に昇格させた。数多くのフェーデやそれによる毀損を受け、城は1482年に改修されたが、三十年戦争（1618年から1648年）で甚大な被害を受け、1665年に再度建て直された。この城は七年戦争（1756年から1763年）でまたもや大きな損傷を負い、1785年に最後の城主がこの城の建物を放棄せざるを得なくなった。この城は現在、遺跡となっている。
1801年、リュネヴィルの和約でフランスがライン左岸のドイツ領を獲得した。プロイセンはその所領の代償にパーダーボルン司教領を得た。聖堂参事会はリップシュプリンゲの所領を失った。リップシュプリンゲは、初めは直轄地となったが、その後個人に売却された。
1832年、最初の鉱泉としてアルミニウス源泉が偶然発見された。それ以前この流れはリッペ川の支流であると誤解されていた。
1843年、リップシュプリンゲを含め人口2,500人未満のプロイセンの街は都市権を喪失した。
1913年、この街に「バート・リップシュプリンゲ」という名称が公式に与えられ、1921年には再び都市権を獲得した。1962年にクールヴァルト内でマルティヌス源泉が掘り当てられた。この水は現在、屋外温水プール、ヴェストファーレン＝テルメ、屋内プール、運動プールを有するマルティヌス源泉治療センター、カイザー＝カール公園の飲泉ホールで用いられている。ノルトライン＝ヴェストファーレン州の新しい保養地法に基づき、バート・リップシュプリンゲは1975年に „Staatlich anerkanntes Heilbad“（「州指定療養温泉」）となった。1980年には Heilklimatischer Kurort（「健康によい気候の保養地」）に指定された。
オストヴェストファーレン＝リッペが主催する博覧会に伴い、アレルギーの小径とコミュニケーション広場が建設された。この他にヨルダン川の畔に、アレルギー患者のため花粉の飛翔を抑えた地域としてネーベルヴィーゼ（直訳すると「霧の草地」）が設けられた。

### 市町村合併
1885年にノイエンベーケンの小さな一部（1871年時点で人口14人）がバート・リップシュプリンゲに合併した。
ノルトライン＝ヴェストファーレン州の地域再編に伴い、1974年11月5日に制定された「新設されたザウアーラント/パーダーボルン地域の市町村および郡の新設に関する法律（ザウアーラント/パーダーボルン法）」に従って、1975年1月1日にバート・リップシュプリンゲとシュランゲンとの間で市町域の交換が行われた。これには人の住む地域も含まれていた。

### 宗教

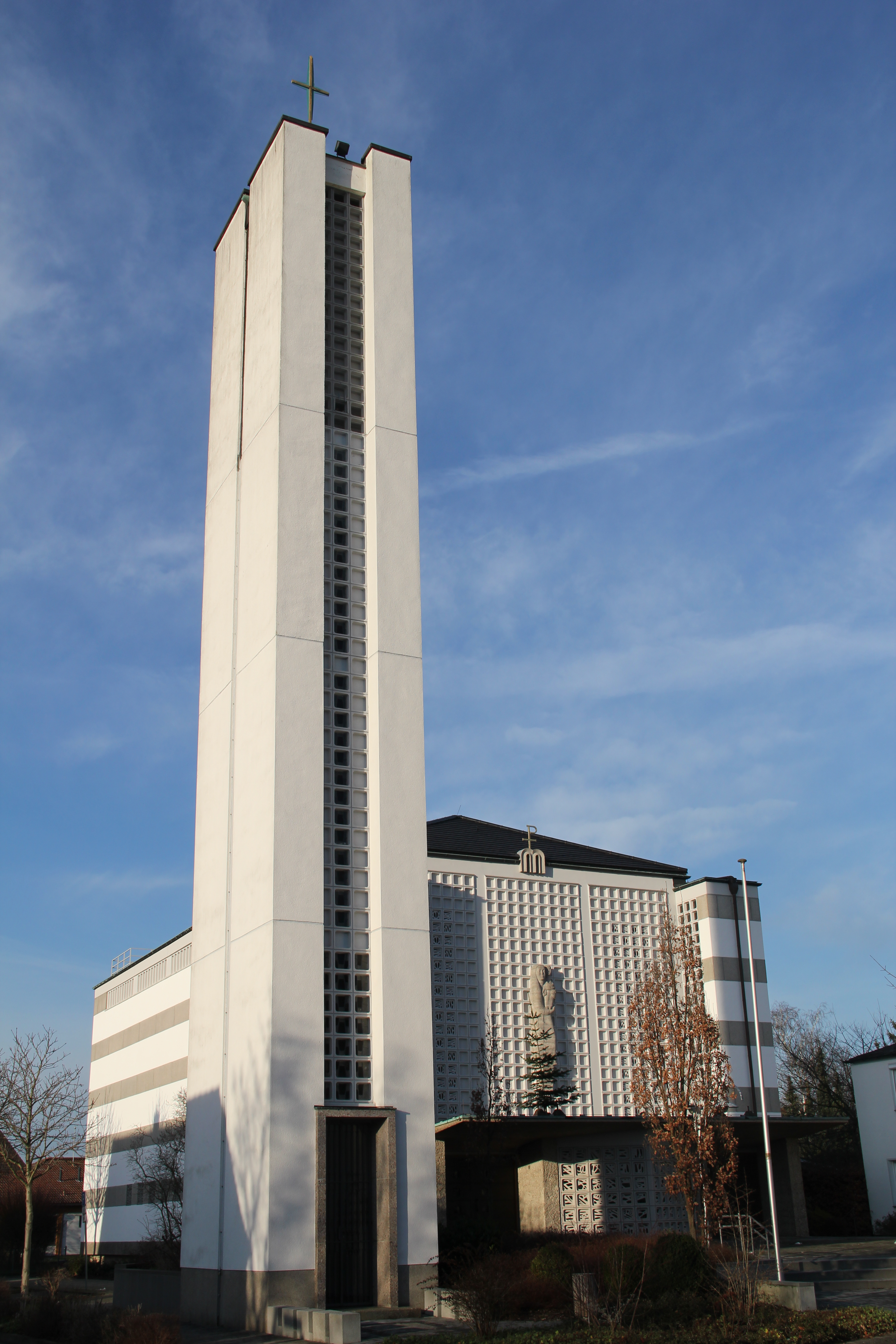
聖マリエン教会

パーダーボルン司教領に属していたことから、バート・リップシュプリンゲの住民は伝統的にカトリック信者が主である。
パーダーボルンを含む地域の福音主義教会は1838年にバート・リップシュプリンゲに創設され、初代の指導者が選出された。寄付と国庫からの 3,100帝国ターラーとを合わせて学校が建設され、1846年に教会が完成し、1859年に教会塔が増築された。1850年からこの街に牧師補佐が置かれ、1864年に初めて牧師が任命された。同じ年に信者の増加に伴い教会が拡張され、1900年には温泉業による礼拝者増加のためさらなる拡張が行われた。
さらにバート・リップシュプリンゲには福音主義改革派系の自由教会クリステン＝ゲマインデもある。
現在の宗教分布を知る手がかりの一つが、ブラーケルの学生に対する所属宗教団体の調査である。この調査によれば、2006年/2007年の学期では学生の 29.7 % が福音主義、43.7 % がカトリック、12 % がイスラム教に所属した。6.9 % がその他の宗教、7.7 % が無宗教であった。

### 人口推移
以下の表は、各時点のバート・リップシュプリンゲ市域内の人口を示している。市域は以下の表の全時点を通してほとんど変化していない。以下の表の数値は、1817年から1970年および1987年は人口調査結果、1975年以後は州の情報技術局統計部門の公式な推計値に基づいている。1975年から1985年までの数字は推定値、1990年以降は1987年の人口調査結果に基づく研究値である。
| 年              | 人口（人） |
| --------------- | ---------- |
| 1818 (12月31日) | 1,149      |
| 1831 (12月3日)  | 1,622      |
| 1837 (12月3日)  | 1,664      |
| 1843 (12月3日)  | 1,673      |
| 1849 (12月3日)  | 1,801      |
| 1852 (12月3日)  | 1,823      |
| 1858 (12月3日)  | 1,973      |
| 1867 (12月3日)  | 2,045      |
| 1871 (12月1日)  | 1,990      |
| 1885 (12月1日)  | 2,337      |
| 1895 (12月1日)  | 2,459      |
| 1905 (12月1日)  | 3,100      |

| 年              | 人口（人） |
| --------------- | ---------- |
| 1925 (6月16日)  | 4,894      |
| 1933 (6月16日)  | 5,158      |
| 1939 (5月17日)  | 5,604      |
| 1946 (10月29日) | 8,538      |
| 1950 (9月13日)  | 8,253      |
| 1961 (6月6日)   | 8,762      |
| 1970 (5月27日   | 9,751      |
| 1974 (6月30日)  | 10,829     |
| 1975 (12月31日) | 10,956     |
| 1980 (12月31日) | 11,874     |
| 1985 (12月31日) | 12,113     |
| 1987 (5月25日)  | 11,891     |

| 年              | 人口（人） |
| --------------- | ---------- |
| 1990 (12月31日) | 12,860     |
| 1995 (12月31日) | 14,566     |
| 2000 (12月31日) | 14,885     |
| 2005 (12月31日) | 15,292     |
| 2007 (12月31日) | 15,256     |
| 2008 (12月31日) | 15,126     |
| 2012 (12月31日) | 15,091     |

## 行政

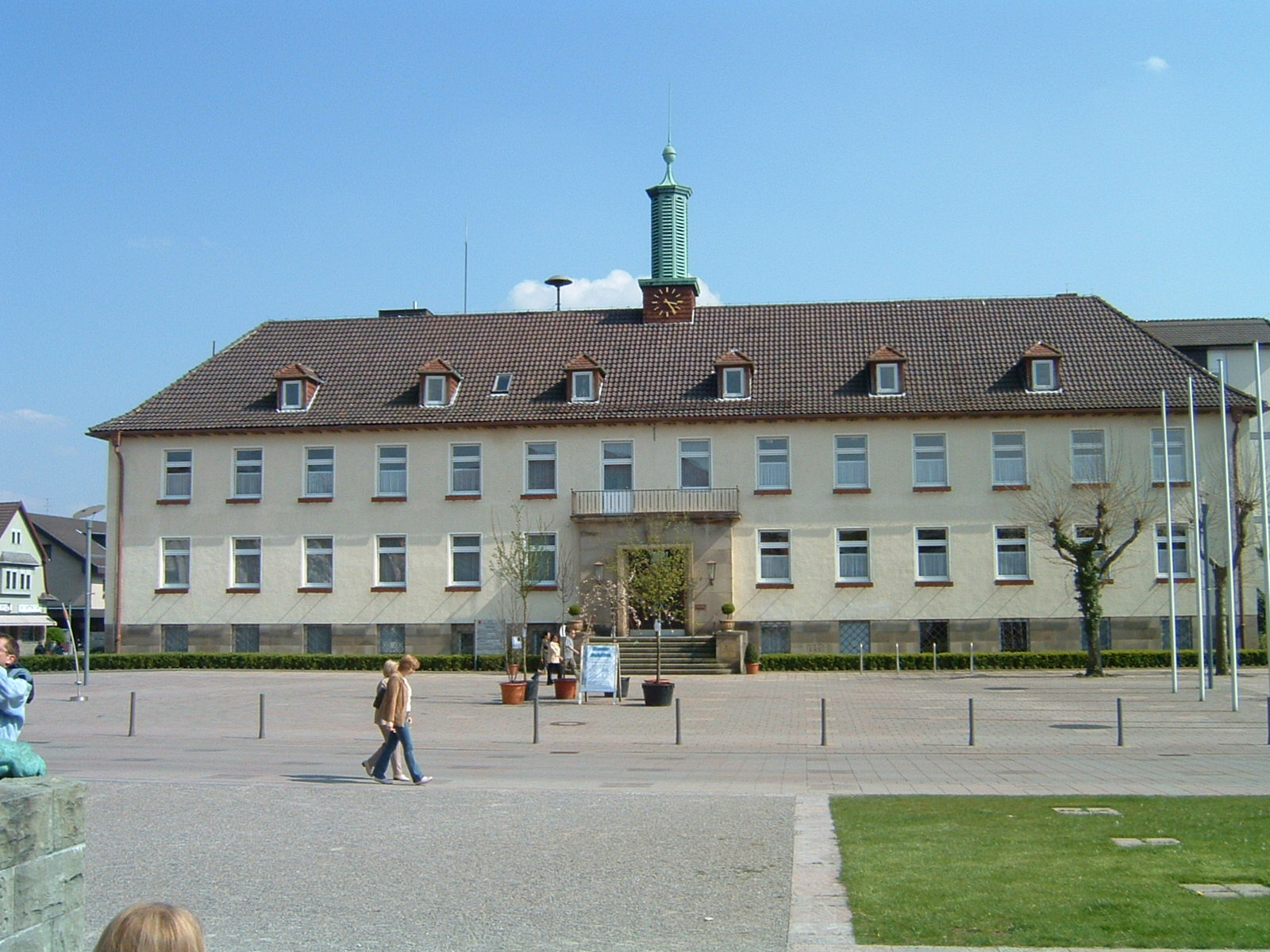
バート・リップシュプリンゲ市庁舎

### 市議会
2014年の選挙以降、バート・リップシュプリンゲの市議会は 42議席で構成されている。これに議長として市長が加わる。

### 首長

バート・リップシュプリンゲの幟

- 1971年 - 1984年: ヨーゼフ・アントペーラー[14]
- 1984年 - 1992年: エリーザベト・ヴィンクラー[15]
- 1992年 - 1999年: マルティン・シュルテ[16]
- 1999年 - 2009年: ヴィリー・シュミット[17]
- 2009年 - 2020年: アンドレアス・ベー[18]
- 2020年 - : ウルリヒ・ランゲ

2020年9月13日の市長選挙には、当時現職だったアンドレアス・ベーは立候補せず、ウルリヒ・ランゲが 57.53 % の支持票を得て新たな市長に選出された。

### 紋章と旗
図柄: バート・リップシュプリンゲの紋章は赤地で、銀色（白）の十字架が3本描かれている。
旗: バート・リップシュプリンゲの旗は、長辺と並行の赤 - 白のストライプに市の紋章が描かれている。
この街は、1445年頃に都市権を与えられた。しかし、紋章が初めて見られるのは1623年になってからである。この時にはすでに3本の十字架が描かれていた。これはパーダーボルンの紋章を基にデザインされたものと推測されている。18世紀に配色が現在の色となった。

### 姉妹都市
- テンプリン（ドイツ語版、英語版）（ドイツ、ブランデンブルク州）
- ニューブリッジ（ドイツ語版、英語版）（アイルランド、キルデア県）

ブランデンブルク州の街テンプリンとはドイツ再統一前からすでに友好都市の関係にあったが、1990年9月1日に姉妹都市協定の文書に公式に署名がなされた。
ニューブリッジ（アイルランドでの公式な名称は Droichead Nua）との姉妹都市関係は1997年からで、両市の多くの人々が相互訪問を行っている。活発な相互訪問や姉妹都市関係の維持は姉妹都市協会が行っている。

## 文化と見所

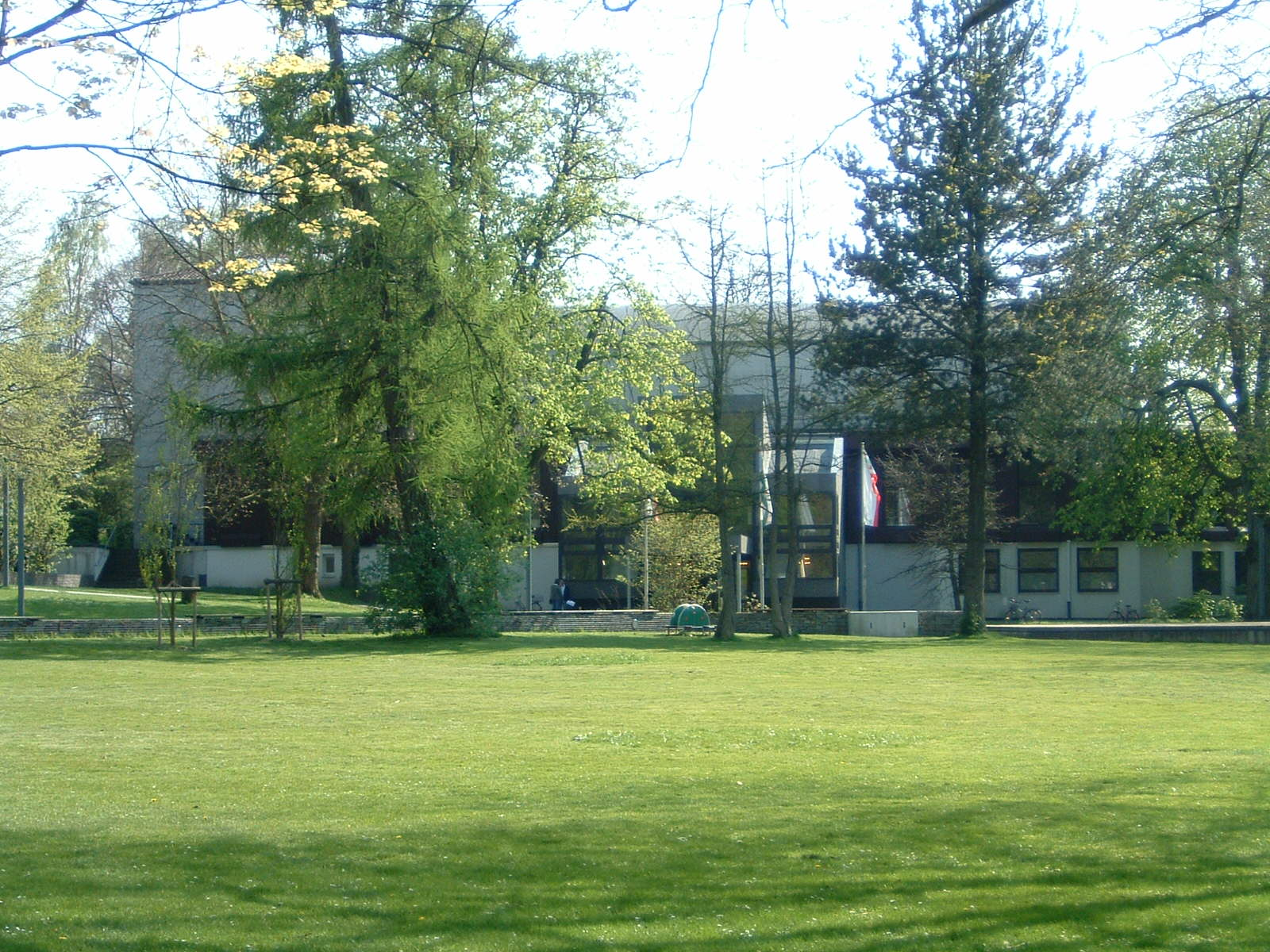
バート・リップシュプリンゲのコングレスハウス

### 演劇と映画
この街には固有の劇場がない。市が運営する620席のコングレスハウスが文化イベントに利用されている。
最寄りの劇場は、ビーレフェルト劇場およびデトモルト州立劇場である。2011年にパーダーボルンの新劇場が完成し、バート・リップシュプリンゲもその影響地域に含まれている。
2003年6月、コングレスハウスのリッペ川水源を挟んだ対岸のリッペ＝インスティテュート内にオーディンス＝フィルムシアター（映画館）が設けられた。

### 博物館
地元の郷土協会は、バート・リップシュプリンゲのハルトマン邸内に郷土博物館を運営している。ここでは主に街の歴史や地元の農業に関して展示している。博物館は5つの時代で構成されている。1802年のバート・リップシュプリンゲ市庁舎の模型や、1600年の街の模型は見応えがある。

### 音楽
合唱音楽分野では様々なターゲットに応じた演奏の機会がある。「ヘレン・ヴォーカリステン」はコメディアン・ハルモニクスの作品、民謡、ロマン派作品を歌う。ユングブルンネン児童/少年合唱団では、音楽教育を受けた27歳までの少年少女が歌っている。男声合唱団「ハーモニー」は1919年に創設され、約 80人の団員で構成されている。レパートリーは民謡や近代合唱作品を含む。バート・リップシュプリンゲおよびシュランゲン・パストラール協会は児童合唱団、音楽隊、スコラ・カントルム・リッピアギシュプリンギアエを有している。
コルピング音楽協会は、約 60人の団員で、マーチや軽音楽を演奏する。消防音楽隊は青年や成人の楽器奏者で構成されている。彼らは、祭りや演奏会で演奏を行っている。消防音楽隊は約 40人の団員を擁している。

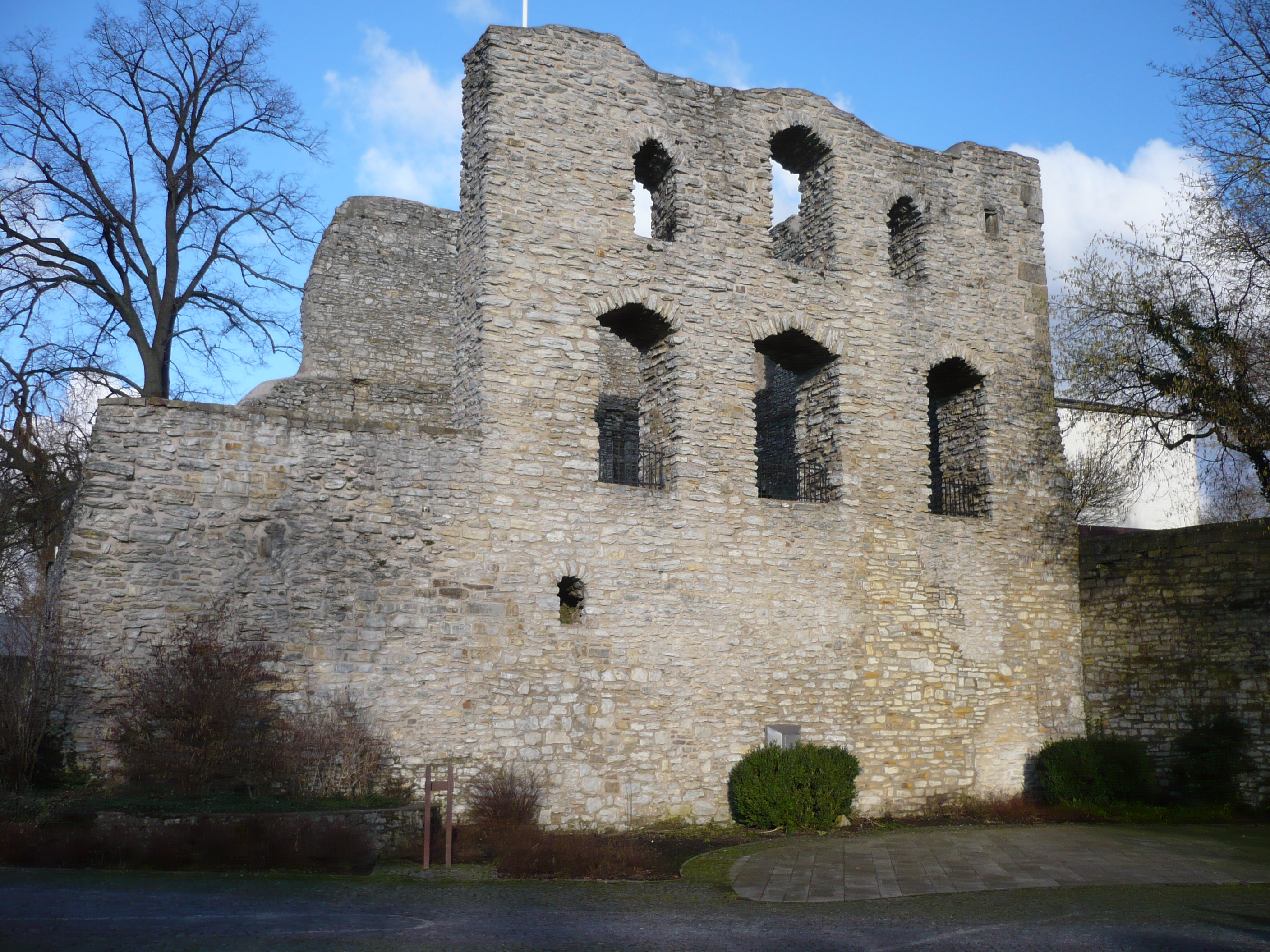
バート・リップシュプリンゲ城趾

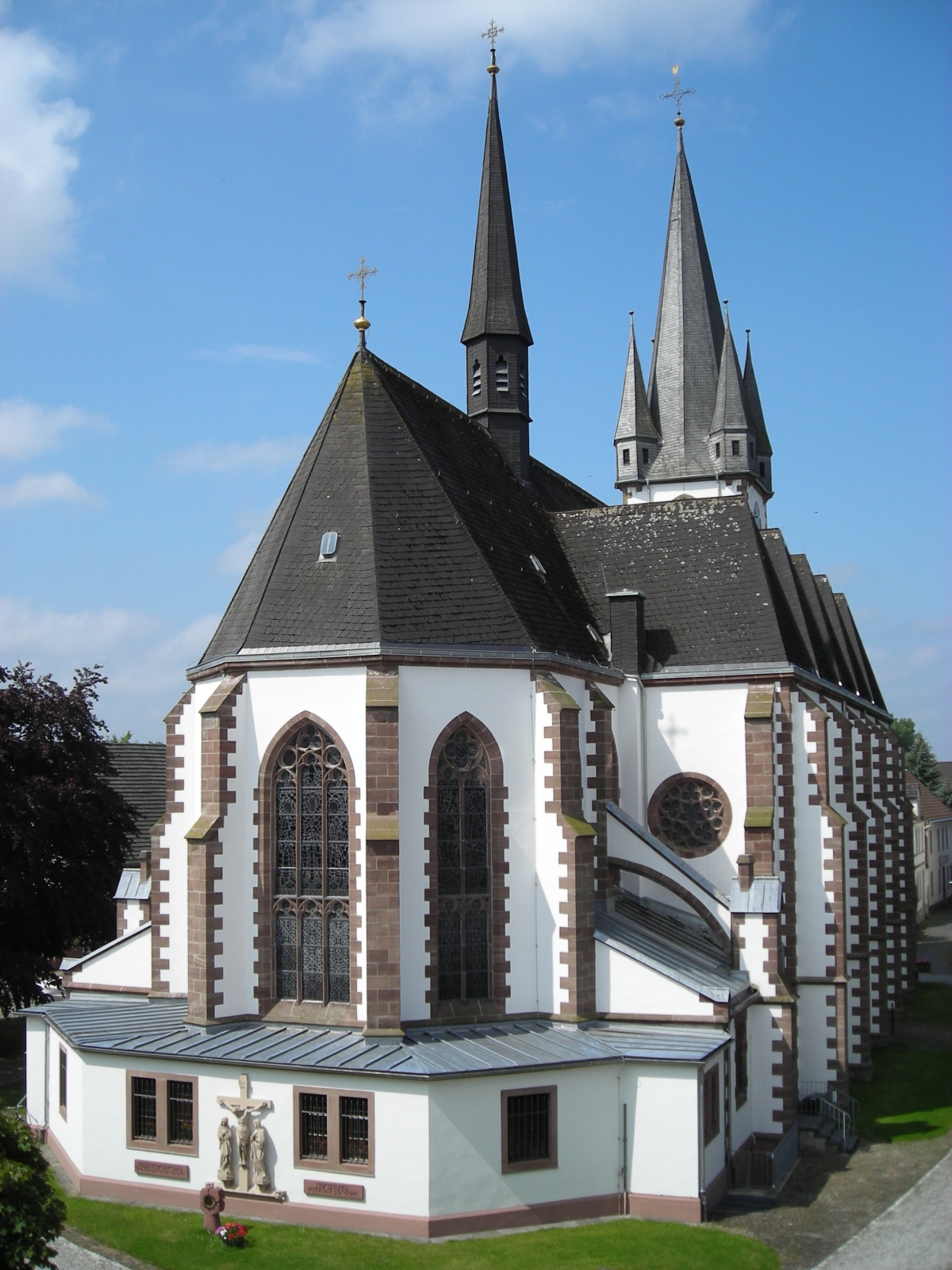
聖マルティン教会

### 建造物
デーディングハウザー・ヴェーク 10番地にグート・デーディングハウゼンがある。この邸宅は1036年に初めて文献に登場する。いくつかの建物は、17世紀初めから19世紀に建造された。主館には1600年頃に建設された2つの装飾的な火除け壁がある。
リッペ川水源に面したリップシュプリンゲ城（趾）の重厚な居館は、13世紀から14世紀に建設されたものである。1785年にはすでに荒廃していたこの城は、やがて放棄された。
1696年、バート・リップシュプリンゲにピエタ像があった。後にこの祠の近くにリンデン礼拝堂が建設され、その後壁にキリスト十字架像が創られた。
カトリックのマリエン礼拝堂は、1842年に建設されたホール建築である。
デトモルダー通りに、1845年から1846年に建設された福音主義の教区教会がある。その教会塔は1859年、側廊は1899年から1900年に増築されたものである。2005年にこの教会は修復され、内部は改造された。
カトリックの教区教会聖マルティン教会は、ネオゴシック様式のハレンキルヒェで、1899年から1900年に建設された。中核部であるロマネスク様式の西塔にはルネサンス様式の入り口があり、その上に1600年に創られたマルティンのレリーフが見られる。歴史的な姿がほぼ完全に保たれている。
アルミニウス公園の、いわゆるプリンツェンパレス（直訳すると「王子の宮殿」）は、1853年から1854年に建設された古典主義様式の別荘風の温泉療養施設である。
保護文化財に指定されているリボーリウス鉱泉源のブルンネンハウス（泉の館）も見応えがある。
市中核部の南と西、アン・デア・シュタットマウアー通り（直訳すると「市壁沿いの通り」）沿いに1380年頃に建設された市壁の一部が遺されている。市壁の一部は家屋と結合している。高さが約 6 m あった市壁は、1800年頃に大部分が取り壊された。防衛施設の南東部には円塔の基部が遺されており、シュタインベーケ通りから見ることができる。北東角には高さ約 10 m の塔がある。この基礎壁は2006年から2008年に発掘され、その後再建された。
クールヴァルトにブルーダー・クラウス平和礼拝堂があり、フリューの聖ニクラウスが祀られている。

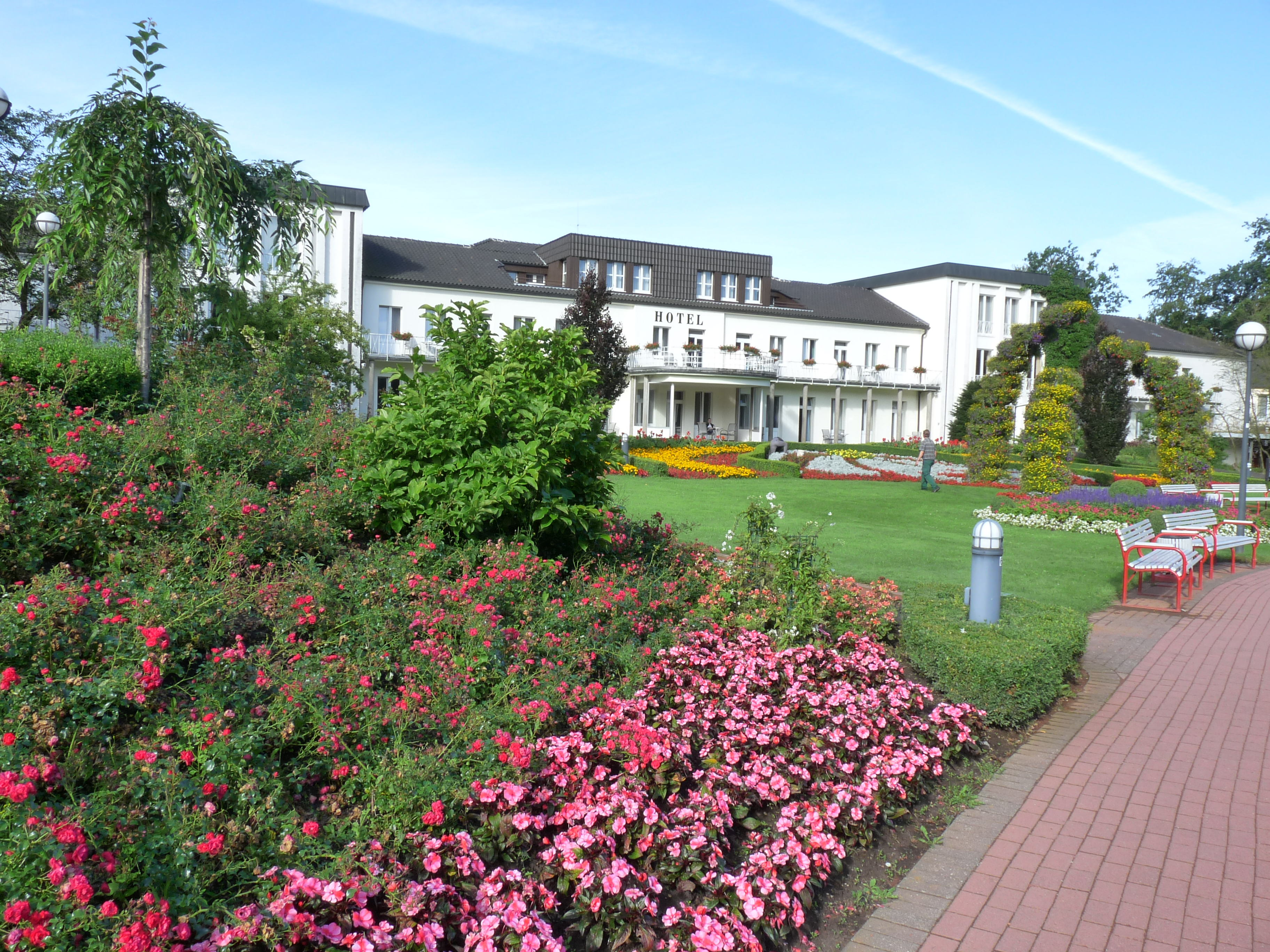
カイザー・カール公園のパークホテル

- グート・デーディングハウゼン
- リンデン礼拝堂
- プリンツェンパレス
- リボーリウス源泉のブルンネンハウス
- バート・リップシュプリンゲの市壁跡

### 公園
バート・リップシュプリンゲには、登録された公園施設が 4つある。アルミニウス公園とヨルダン公園は直接境を接しており、通り1本で隔てられているだけである。この2つの公園は一般に公開されており、広さは合わせて約 6.5 ha である。クールヴァルトに接して、噴水、多くの花壇や珍しい木々をもつカイザー＝カールス公園は1951年に造営された。アルミニウス公園およびヨルダン公園がイギリス軍に接収されていたため、その代償として造営されたのである。この公園も一般公開されている。広さは約 4 ha である。最も広い公園が約 9 ha のアウグステ＝ヴィクトリア＝シュティフトの公園である。このクリニック公園も一般公開されている。

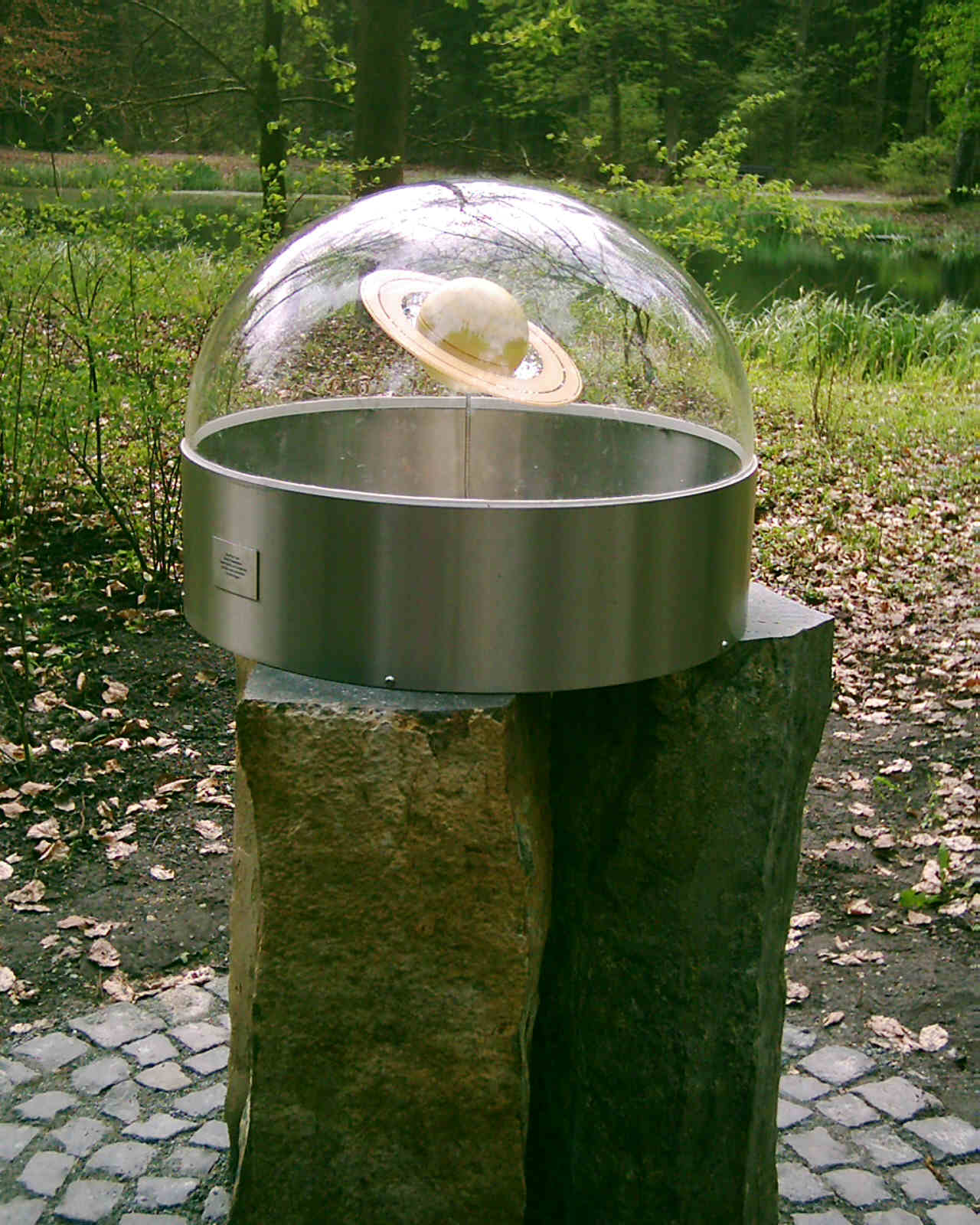
惑星の小径の土星の模型

### 惑星の小径
アルミニウス公園のプリツェンパレス付近の太陽の模型から、全長 6 km の惑星の小径が始まる。オストヴェストファーレン＝リッペ・プラネタリウム協会によって十億分の一スケールの間隔と大きさで天体模型が設置されている。

### 自然文化財
市域内には 3つの自然保護地区が広がっている。その中で最大のものがエッゲ＝ノルトで、約 765 ha である。この他の自然保護地区は、約 26.8 ha のローゼンベルク、パーダーボルンのマストブルーフ市区にまで広がる約 159.3 ha のリッペニーデルングである。
バート・リップシュプリンゲでは、バイシュプリング源泉が最新の自然文化財に指定された。この他の自然文化財としては、クールパルク通りのコブカエデ、アルミニウス公園のプラタナス、クールヴァルト北東端の「ヘルマン＝レンスのオーク」、ブルク通りとダムホーフのナツボダイジュがある。

### スポーツ
一般スポーツクラブは2つある: BV バート・リップシュプリンゲと TV ヤーンである。この他にダーツ、ゴルフ、体操、チェス、射撃競技、テニス、卓球、バレーボールのクラブがある。さらに、ドイツ人命救助協会支部、水泳協会、乗馬・騎馬クラブ、自動車クラブ、競技ダンスクラブもある。
シュターディオン・アム・クールヴァルトには、人工芝のグラウンドと天然芝のグラウンドがある。ここでは、BVL のサッカーの試合が開催されている。また体育章の陸上競技種目もここで実施される。ブルーフの学校に隣接して人工芝のグラウンドがあり、スポーツクラブや一般の人々に利用されている。2007年に BMX に特化された障害コースが建設された。2,500 m2 の敷地に、難易度の異なる 3つのコースが設けられている。

### 年中行事
7月の最終週末にバート・リップシュプリンゲは、内市街での縁日を伴うヨーロッパフェスティバルを祝う。年ごとに EU の中の1カ国をゲストランドとして重点としている。
市祭は毎年10月の第2週末に開催される。ここでも縁日が立つ。また、内市街の公園がライトアップされる。

### 名物料理・食材
リボーリウス源泉、アルミニウス源泉、マルティヌス源泉の水は、健康によい水とされており、自由に汲むことができる。カイザー＝カールス飲泉ホールでは、この鉱泉を販売しており、ここで飲用することができる。

## 経済と社会資本

### 交通
連邦道 B1号線がバート・リップシュプリンゲの北西に接している。この街を郡道 K38号線が通っており、マリエンローをシュランゲンと結んでいる。アウトバーン A33号線は、B1号線でパーダーボルン＝エルゼン・インターチェンジを介してアクセスできる。
最寄りの駅は、遠距離列車の発着駅のパーダーボルン中央駅（約 10 km 離れている）およびアルテンベーケン（約 14 km）、ヘルフォルト - ヒンミヒハウゼン線の近郊鉄道駅ホルン＝バート・マインベルク駅（約 16 km）である。1906年から1965年までこの街は、支線のパーダーボルン北 - バート・リップシュプリンゲによってパーダーボルンと結ばれていた。この路線はやがて完全に撤去され、軌道の一部が自転車道に転用されている。
バート・リップシュプリンゲは地方バス R50号パーダーボルン - シュランゲン線<および R51号 ホルン - バート・リップシュプリンゲ - パーダーボルン線でアクセスできる。パーダーボルン行きは、平日は 15分間隔、土曜日は 30分間隔、日曜日は 1時間間隔で運行している。さらにパーダーボルン大学の講義日には、シュランゲンと大学との間をユニ＝ラインが運行している。本市はパーダーボルン＝ヘクスター近郊交通連盟（「ホーホシュタット運賃」）に加盟している。
最寄りの空港は、約 30 km 離れたパーダーボルン/リップシュタット空港である。プライベート機などの小型機は、約 15 km 南西のパーダーボルン＝ハクスターベルク飛行場が利用できる。
ゼンネ軍事演習場の一部であるバート・リップシュプリンゲ飛行場はこの街に直接接している。この飛行場は現在、ライン軍団パラシュート・アソシエーションがパラシュート降下訓練に利用しており、民間人も降下を体験できる。

### メディア
バート・リップシュプリンゲでは、ノイエン・ヴェストフェーリシェとヴェストフェーリシェス・フォルクスブラットの2紙の日刊紙が刊行されている。さらに年4回、パーダーボルン司教本部が、パーダーボルン郡およびヘクスター郡の地方史、文学、芸術に関する記事を掲載した雑誌「ディー・ヴァルト」を発行している。また、バート・リップシュプリンガー・ナハリヒテンおよびクヴェレ＝ツァイトゥングの2つのフリーペーパーがある。
バート・リップシュプリンゲは、西部ドイツ放送 (WDR) ビーレフェルト地方スタジオおよび報道番組を放送するローカルラジオ局ラジオ・ホーホシュティフトのサービス提供地域に属している。

### 公共機関
ヴェストファーレン＝テルメは、18,000 m2 の敷地に様々な浴場があり、サウナや多くの非水泳用水槽もある。この温泉は、1962年に掘り当てられたマルティヌス源泉の水を使っている。
福音主義教会もカトリックの聖マリエン教会も聖マルティン教会もそれぞれ公共の図書館を運営している。
バート・リップシュプリンゲ消防団は 7つの分隊からなっている。3つの消防隊、青年消防隊、名誉部門、2つの音楽隊である。

### 教育
この街には、基礎課程学校 2校と、実科学校、総合学校がそれぞれ 1校ずつある。
2014年10月15日現在、本市には合計 80人の教員、1,148人の児童・生徒がいる。基礎課程学校の児童が 541人、実科学校の生徒が 380人、総合学校の生徒が 227人である。
この街には、パーダーボルン市民大学の分校がある。バート・リップシュプリンゲ医療センター GmbH はリッペ＝インスティテュートを運営している。これは、言語治療専門学校、物理療法専門学校、および患者専用の学校であるセシリエンシューレで構成されている。
W&W音楽学校は、ドイツ連邦私立音楽学校連盟に加盟している。この学校は音楽の早期教育、楽器および音楽理論の修得、歌唱および音感教育を行っている。

### 地元企業
この街の主要な産業分野は健康産業である。様々な重点分野の7つの病院が健康・医療センター (MZG) に集まっている。民営のヴァルトフリート＝クリニークは、老人医療に重点を置いている。
この他には、バート・リップシュプリンゲには様々な分野の中小企業がバランス良く存在している。主な企業は、小売業、飲食業、および宿泊業である。しかし、製造業者や手工業者もこの街に数多く存在する。

## 人物

### 出身者
- アレクサンダー・ヘルマン・フォン・ヴァルテンスレーベン（1650年 - 1734年）プロイセンの元帥

### ゆかりの人物
- フリードリヒ・ヴィルヘルム・ヴェーバー（ドイツ語版、英語版）（1813年 - 1894年）叙事詩人
- ザビーネ・レージング（ドイツ語版、英語版）（1955年 - ）左翼党の政治家、2009年から欧州議会議員。バート・リップシュプリンゲで育った。
- ユーディト・ラーカース（ドイツ語版、英語版）（1976年 - ）ジャーナリスト、TVキャスター。バート・リップシュプリンゲで育った。
- アントニオ・ディ・サルヴォ（1979年 - ）イタリア人サッカー選手。BV バート・リップシュプリンゲでプレイした。